# Dysgonia achatina
Dysgonia achatina là một loài bướm đêm trong họ Erebidae.